# Ossessione
Ossessione (Brasil: Obsessão ) é um filme italiano de 1943, dirigido por Luchino Visconti, baseado no romance The Postman Always Rings Twice, de James M. Cain. Primeiro longa-metragem de Visconti, é considerado por muitos como o primeiro filme neorrealista italiano.